# SN 2009hm
SN 2009hm – supernowa typu Ib odkryta 17 lipca 2009 roku w galaktyce NGC 7083. W momencie odkrycia miała maksymalną jasność 14,70m.